# Gustave Bruneel de la Warande
Pour les articles homonymes, voir Bruneel.
Gustave Eugène Louis Marie Bruneel, baron de la Warande, né le 16 janvier 1863 à Courtrai et mort le 18 octobre 1932 à Kemmel, est un homme politique catholique belge. 
Il fut élu conseiller communal de Kemmel (1890) et bourgmestre (1897); conseiller provincial de la province de Flandre-Occidentale (1889-1913); sénateur de l'arrondissement de Courtrai-Ypres (1919-21 et 1929-32).

## Généalogie
- Il fut fils de Louis-Marie (1834-1880) et Maria-Sophie Delva (1840-1930).
- Il épousa en 1889 Marie-Thérèse de Montpelier (1864-1945).
  - Ils eurent deux enfants : Jacques (1891-1964) et Marie-Antoinette (1892-1954).

## Sources
- Bio sur ODIS